# Queen
Queen er en britisk musikgruppe med medlemmerne Freddie Mercury (vokal og pianist), Brian May (guitarist), Roger Taylor (trommeslager),  og John Deacon (bassist).
Gruppen Queen blev dannet i London 1970, mens bassisten John Deacon først blev medlem året efter.
Queens debutalbum, Queen, udkom i 1973, og verden fik hurtigt øjnene op for det nye band. Queen er bl.a. blevet kendt for sange som "Bohemian Rhapsody", "Another One Bites the Dust", "Don't Stop Me Now", "Radio Ga Ga", "Somebody to Love", "We Will Rock You", "The Show Must Go On" og "We Are the Champions". Gruppen blev udover deres kompositioner især kendt for Freddie Mercurys energiske live-optrædener. Mercury døde i 1991 af AIDS. 
I 2004 gik Brian May og Roger Taylor sammen med sangeren Paul Rodgers, og indtil slutningen af 2008 turnerede de sammen under navnet "Queen + Paul Rodgers". I 2011 genopstod Queen endnu engang, denne gang med forsangeren Adam Lambert. Gruppen har siden 2011 optrådt under navnet "Queen + Adam Lambert".

## Historie

### De første år fra Queen
Queens gennembrud kom ikke med det samme. Med deres nye og anderledes måde at lave musik på var der ikke mange, der turde satse på dem. De talte med mange pladeselskaber, men ingen troede 100 % på deres musik. Der er blevet udtalt "… Enten bliver det det største flop i 70’erne, eller også vil de blive det mest dominerende rockband nogensinde …".[kilde mangler] På alle de radiostationer, de sendte deres singler til, blev de afvist. Den eneste station, der ville spille deres singler, var Radio Luxemborg.
Journalister fra forskellige blade etc. kom kun med dårlig kritik; noget, der fulgte Queen i resten af deres karriere.
I 1971 tilbød en af Brian Mays venner dem at teste et lydstudie. Vennen søgte bare nogle, der kunne spille højt, men der indspillede de deres første numre (Liar, Keep Yourself Alive, The Night Comes Down og Jesus). Med disse forsøgte de igen at hente en pladekontrakt hjem.
Producerne Roy Thomas Baker og John Anthony, begge fra Trident Studios, hørte Queen spille, og de blev enige om, at bandet havde potentiale. John Anthony indspillede en sang med Brian May og Roger Taylor, da de havde Smile. Derefter fik Roy Thomas Baker og John Anthony overtalt dem, der skulle overtales, til at tegne en pladekontrakt. 
Albummet hed Queen og var produceret af Roy Thomas Baker. Han sagde til Queen, at han ikke ville bruge synthesizere på deres albums. Alle de specielle lyde, der skulle være på Queens udgivelser, skulle laves af Brian May og hans guitar. Dette blev et af Queens varemærker.
En white label copy blev sent til BBC. Mike Appleton elskede albummet, især sangen Keep Yourself Alive. Han bad en af sine venner om at sammensætte en video, der kunne passe til sangen. Den blev første gang spillet i radioen d. 24. juli 1973.
Queen havde indtil videre ikke fået nogen "tv-tid”, men den 21. februar 1974 var der et afbud fra et band til programmet Top of the Pops. Queen fik den spilletid, som nu var fri. Der optrådte de med nummeret Seven Seas of Rhye. Denne optræden var gruppens første store skridt mod succes.
Med gruppens andet album Queen II brød de for alvor igennem i England, og med det tredje album Sheer Heart Attack fra 1974, og især singlen "Killer Queen", fulgte også det store internationale gennembrud.

### International succes
I 1975 udgav Queen A Night at the Opera. Sangen "Bohemian Rhapsody" blev et kæmpehit, og singlen slog alle salgsrekorder i Storbritannien. Netop denne sang er også ved flere lejligheder blevet kåret til at være den bedste sang, der nogensinde er indspillet. Andre sange fra A Night at the Opera, der gjorde sig bemærket, er "Love of My Life", "I'm In Love With My Car" samt Queens indspilning af den engelske nationalmelodi "God Save the Queen".
A Night at the Opera blev opkaldt efter Marx Brothers-filmen af samme navn. Samme recept fulgte gruppen ved udgivelsen af det femte album A Day at the Races fra 1976. Albummet blev også et stort hit og det første af Queens album, der solgte til en guldplade i USA. Sidenhen har A Night at the Opera og A Day at the Races henholdsvis solgt til tredobbelt platin og platin i USA.
I 1977 udgav Queen singlen "We Are the Champions", en single, hvor både a- og b-side blev kæmpehits, og som begge siden har fået status af rockklassikere. Singlen blev fulgt op af albummet News of the World.
Albummet Jazz fra 1978 indeholder, trods titlen, ikke nogen egentlige jazzsange. Men gruppen bevægede sig ud i nogle andre musikgenrer end den traditionelle rockmusik, som Queen ellers bedst var kendt for. Bl.a. indeholder Jazz den countryinspirerede sang "Fat Bottomed Girls" og disco-hittet "Don't Stop Me Now".
Gruppen, der ikke mindst var kendt for sine liveoptrædener, udsendte i 1979 livealbummet Live Killers og samme år den Elvis Presley-inspirerede single "Crazy Little Thing Called Love", der gav gruppen sin første hitlisteførsteplads i USA. Sangen kom også med på gruppens album fra 1980, The Game. The Game blev meget kritikerrost for sin eksperimenterende brug af forskellige musikgenrer, og funksangen "Another One Bites the Dust" blev meget stilsættende for flere af Queens følgende albums.

### Kommerciel fiasko og comeback
I december 1980 udgav Queen deres niende studiealbum Flash Gordon, der var soundtrack til animationsfilmen Flash Gordon, albummet fik dog ikke særlig stor kommerciel succes. I 1981 udkom gruppens første "Greatest Hits" og i 1982 udkom det næste studiealbum Hot Space. Dette album fik heller ikke samme gode modtagelse af Queen-fans, som gruppens tidligere albummer, dette skyldtes nok især gruppens mislykkedes forsøg på at bruge de i 80'erne opståede musikgenrer funk og punk på albummet. I 1980-84 havde Queen kun et enkelt stort hit, nemlig David Bowie-duetten "Under Pressure".
I 1984 fik gruppen et comeback med albummet The Works. Gruppen var gået tilbage til at lave det de umiddelbart var bedst til, nemlig rockmusik. Der kan dog høres lidt stilskifte på pladen, gruppen begyndte nemlig at bruge synthesizere. Sangene "Radio Ga Ga" og "I Want to Break Free" blev store hits. Førstnævnte blev #1 i 19 lande. Året efter sang bandet til "Live Aid"-koncerten i London, som stadig kåres som bedste "live rock performance".
A Kind of Magic fra 1986 blev ligeledes en stor succes, og der blev udgivet hele syv singler fra dette album. Størst succes fik nok titelnummeret og "Who Wants to Live Forever". Flere af sangene er skrevet til spillefilmen "Highlander" fra 1986.
Fra midten af 1986, efter ekstraordinære opsætninger i forbindelse med Live Aid og en stadionoptræden i Budapest for 80.000 mennesker, holdt gruppen en pause på 2 ½ år til fordel for forskellige soloprojekter.
I 1989 vendte de tilbage med albummet "The Miracle", men ved udgivelsen af "Innuendo" i 1991 var Freddie Mercury så svag af aids, at gruppen måtte drosle aktiviteterne kraftigt ned.

### Efter Mercurys død
Efter Freddie Mercury døde af Aids d. 24. november 1991 blev der holdt en mindekoncert på Wembley Stadium. Til denne koncert, The Freddie Mercury Tribute Concert for AIDS awareness, mødte ca. 73.000 tilskuere op, og koncerten samt den efterfølgende oprette fond "The Mercury Phoenix Trust" har indbragt over 102 millioner pund, som gik til AIDS-relaterede humanitære formål over hele verden.
I 1995, over 3 år efter Mercurys død, valgte de resterende medlemmer at udgive "Made in Heaven", hvor de lagde instrumenter på nogle demoer, som Freddie Mercury havde lavet fra sin sygeseng. Brian May og Roger Taylor fortsatte med at arbejde med musik, bl.a. en revival af Queen med Paul Rodgers i Mercurys rolle, mens John Deacon trak sig tilbage fra showbusiness. I 2009 sluttede samarbejdet med Paul Rodgers. I 2011 indledte May og Taylor et samarbejde med Adam Lambert som forsanger, og bandet turnere den dag i dag under navnet Queen + Adam Lambert.

## Queen + Paul Rodgers

### Queen + Paul Rodgers (2004–2009)
I slutningen af 2004 annoncerede May og Taylor, at de ville blive genforenede i 2005 med Paul Rodgers (oprindeligt medlem og medstifter af Free og Bad Company) under navnet Queen + Paul Rodgers .. Turneen startede i Europa og fortsatte i Japan og USA i 2006.
Den 15. august 2006 bekræftede Brian May på sin hjemmeside, at Queen + Paul Rodgers ville påbegynde indspilningen af deres første studiealbum i oktober på et hemmeligt sted. Albummet med titlen The Cosmos Rocks udkom i Europa den 12. september 2008 og i USA den 28. oktober 2008. På den efterfølgende turne i Europa samlede de bl.a. 350.000  tilskuere i Ukraine. Koncerten er udgivet på DVD med titlen Live in Ukraine. Efter en række udsolgte koncerter, bl.a. 3 i London, meddelte bandet officielt, at de opløstes uden fjendskab den 12. maj 2009.

## Queen + Adam Lambert
Queen og Lambert optrådte sammen for første gang i 2009, hvor Brian May og Roger Taylor medvirkede i finalen i ottende sæson af American Idol. Lambert og den senere vinder af konkurrencen Kris Allen optrådte med "We Are the Champions" sammen med medlemmerne af Queen.. May afslørede senere, at han blev interesseret i Lambert som erstatning for Paul Rodgers efter at have set en video med Lamberts audition til American Idol hvor han optrådte med "Bohemian Rhapsody". I 2011 dannede May og Taylor officielt et band med navnet Queen + Adam Lambert. De følgende år gennemførte dette band flere turneer, typisk af ca. en måneds varighed. I sommeren 2019 begyndte en serie af turnéer under navnet The Bohemian Rhapsody Tour, hvor Nordamerika (USA + Canada) var første destination. Herefter fulgte i januar og februar 2020 koncerter i Sydkorea, Japan, New Zealand og Australien. Fra maj til juli 2020 skulle bandet have fortsat turnéen i Europa, men den blev udskudt først til 2021 og siden 2022 på grund af Covid19-pandemien. I 2022 blev Europa-turneen så endeligt gennemført, og som led i turneen spillede Queen + Adam Lambert to koncerter d. 17. og 18. juli 2022 i Royal Arena i København.

## Queens musik: Genre og kendetegn
Queens musik står i den genre, der hedder rock. Men langt fra al deres musik er rock. De breder sig udover mange forskellige områder:
- Hård rock
- Opera-rock
- Ballader
- Funk

Der er guitar-overlapninger på så godt som alle gruppens numre og dobbelt slag, fx trommer. Desuden har mange af gruppens numre det tilfælles; at der er kor på.
I mange af Queens sange er der også brugt violin/strygerinstrument-lyd, en symfoniorkester-lyd. Af alle de mange sange, er der kun brugt et symfoniorkester en gang, i "Who Wants To Live Forever?", ellers står Brian May og hans guitar for violin-lydene.
Det som kendetegner Queen sangene er altså; koret og Brian Mays guitarspil.
Gruppen har også lavet en del ballader. Nogle kendte ballader af Queen er "Innuendo" og "Bohemian Rhapsody".
Queens sange er meget teatralske. En sang som "Under Pressure", som er en duet, blev rent visuelt fremført utrolig teatralsk. Det gælder de fleste af Queens sange. Freddie Mercury formåede at fremføre dem på en meget levende og skuespilsagtig måde. 
Yderligere kan tilføjes at Freddie Mercury og hans unikke stemme I manges øjne var Queens ansigt udadtil.

## Koncerter
Queen gik ind for, at koncerten skulle være et show. Hvis man gik derfra uden at have haft en ”wow”-effekt, havde det været en dårlig koncert. Specielt i 1980'erne var koncerterne kæmpestore. Som årene gik fra 1970'erne til 1980'erne, blev flere og flere af deres koncerter holdt på udendørs stadioner eller i de store indendørs haller. 
Til de fleste af deres koncerter var der mindst 30.000 mennesker i 80’erne, men i Sydamerika optrådte de ved Rock in Rio-festivalen i 1985 for 250.000 mennesker.
De satte nye standarder for koncerter i 80’erne, showmæssigt såvel som teknisk. Lydkvaliteten var i særklasse ved Queens koncerter, som bl.a. kunne spille et Wembley Stadion med 75.000 mennesker op, så alle kunne høre, hvad der skete.
De holdt koncerter over hele verden; Asien, USA, Afrika og Europa. De var det første band til at give en koncert i Østblokken. Beatles og Rolling Stones havde begge sagt "nej". Queens koncert i Budapest, Ungarn blev symbolet for, at Queen ikke ville stoppes af nogen.

## Diskografi

### Album
- Queen (1973)
- Queen II (1974)
- Sheer Heart Attack (1974)
- A Night at the Opera (1975)
- A Day at the Races (1976)
- News of the World (1977)
- Jazz (1978)
- Queen Live Killers (1979)
- The Game (1980)
- Flash Gordon (1980)
- Queen Greatest Hits (1981)
- Hot Space (1982)
- The Works (1984)
- The Complete Works (1985)
- A Kind of Magic (1986)
- Live Magic (1986)
- The Miracle (1989)
- Queen at the Beeb (1989)
- Innuendo (1991)
- Greatest Hits Two (1991)
- Clasic Queen (1992)
- Live at Wembley(1992)
- Made in Heaven (1995)

Derudover udgav 'Queen + Paul Rodgers' albummet 'The Cosmos Rocks' d. 15. september 2008.

### DVD'er
- We will rock you - special edition
- Greatest Video Hits 1
- A Night At The Opera
- Live At Wembley Stadium
- Live At The Bowl
- Queen Rock Montreal & Live Aid
- Queen Live in Japan 1982